# Jan Ruiter (voetballer)
Jan Ruiter (Enkhuizen, 24 november 1946) is een voormalig Nederlandse voetballer, die speelde als doelman. Op tienjarige leeftijd sloot Ruiter zich aan bij het plaatselijke Dindua, maar kwam op zijn zeventiende al terecht bij FC Volendam. Bij Volendam kende hij een moeilijke periode, maar bereikte uiteindelijk toch het eerste elftal van de club.
In 1971 vertrok Ruiter naar RSC Anderlecht. De trainer van Anderlecht, Georg Kessler, wilde Ruiter graag in zijn ploeg en Anderlecht betaalde uiteindelijk 650.000 gulden aan Volendam. Ruiter kwam terecht bij een sterk Anderlecht met andere Nederlanders, onder wie Rob Rensenbrink. Met RSC Anderlecht won Ruiter in 1976 de Europacup II en de UEFA Super Cup.
Toch verliep niet alles zoals hoorde. Raymond Goethals werd tussen 1976 en 1979 trainer van Ruiter bij RSC Anderlecht. Ruiter en Goethals waren geen vrienden en Goethals zou er zelfs voor gezorgd hebben dat Ruiter niet meer geselecteerd werd voor het nationale elftal van Nederland. Selecteerde de bondscoach Ruiter toch, dan bleven Rob Rensenbrink en Arie Haan, de twee andere Nederlandse sterspelers van Anderlecht, thuis. Ruiter speelde zijn eerste en enige interland op 8 september 1976, toen Nederland de WK-kwalificatiewedstrijd in en van IJsland won met 1-0 door een treffer van aanvaller Ruud Geels.
In 1977 vertrok Jan Ruiter naar de buren van RSC Anderlecht, namelijk naar RWDM. In de jaren 1980 speelde hij ook nog voor Beerschot VAC en Antwerp FC.

## Erelijst
FC Volendam
- Eerste divisie: 1969/70

 RSC Anderlecht
Nationaal
- Eerste klasse: 1971/72, 1973/74
- Beker van België: 1971/72, 1972/73, 1974/75, 1975/76
- Ligabeker: 1973, 1974
- Trofee Jules Pappaert: 1977
- Nationale trofee voor sportverdienste: 1978

Internationaal
- Europacup II: 1975/76
- UEFA Super Cup: 1976